# 국립청소년우주센터
국립청소년우주센터는 우주항공에 관한 전시와 교육을 통해 청소년의 과학적 사고력을 향상시키기 위하여 설립된 한국청소년활동진흥원 산하 기관이다. 전라남도 고흥군 동일면 덕흥리 11-1(덕흥양쪽길 200)에 위치하고 있다.

## 연혁
- 2002년 5월 신규사업 신청
- 2003년 12월 기획예산처 사업결정
- 2006년 10월 도시계획 결정(국립고흥청소년우주체험센터 건립계획 확정)
- 2008년 4월 건립 기공식(총 사업비 487억원)
- 2010년 6월 국립고흥청소년우주체험센터 준공
- 2010년 7월 9일 국립고흥청소년우주체험센터 개원

## 조직

### 국립청소년우주센터 원장
- 우주활동부
- 활동협력부

## 같이 보기
- 한국청소년활동진흥원
- 국립중앙청소년수련원
- 국립평창청소년수련원
- 나로우주센터
- 한국항공우주연구원